# فراشة النحاس النادر
فراشة النحاس النادر هي فراشة وتنتمي إلى فصيلة الفراشات النحاسية. هي ثاني أكبر فصيلة فصيلة للفراشات، بوجود حوالي 6000 نوع تابع لها.

## معرض صور

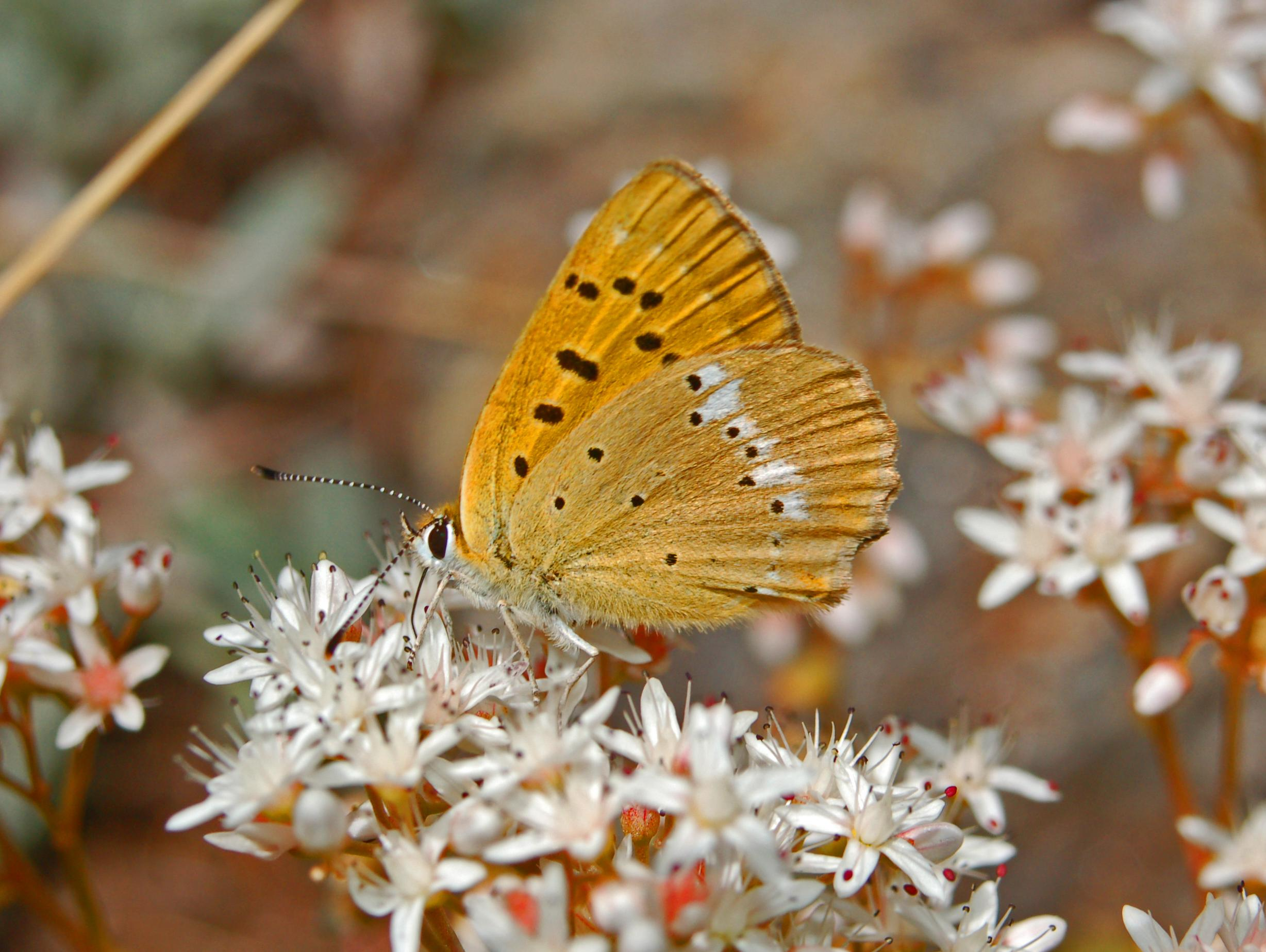
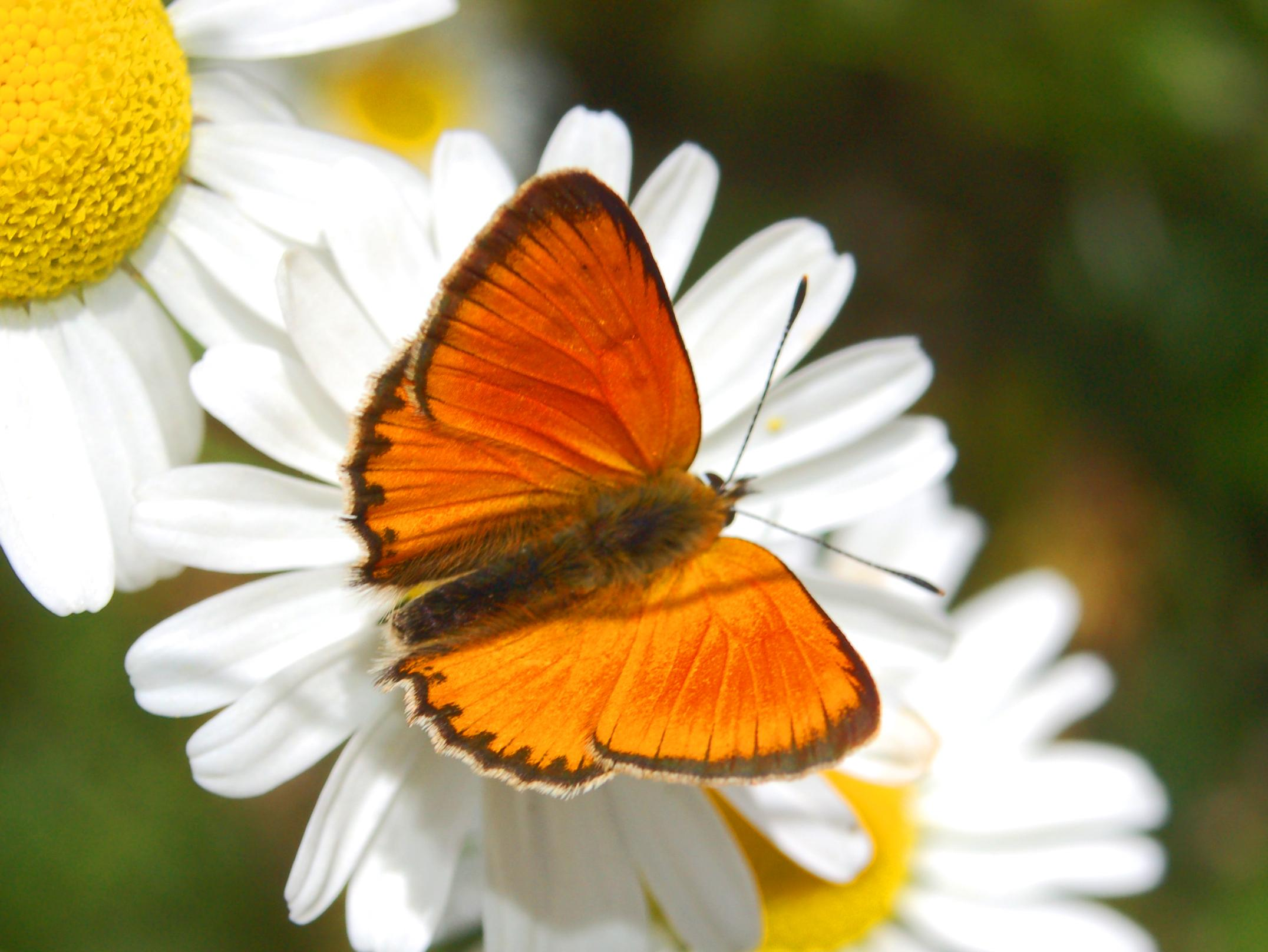
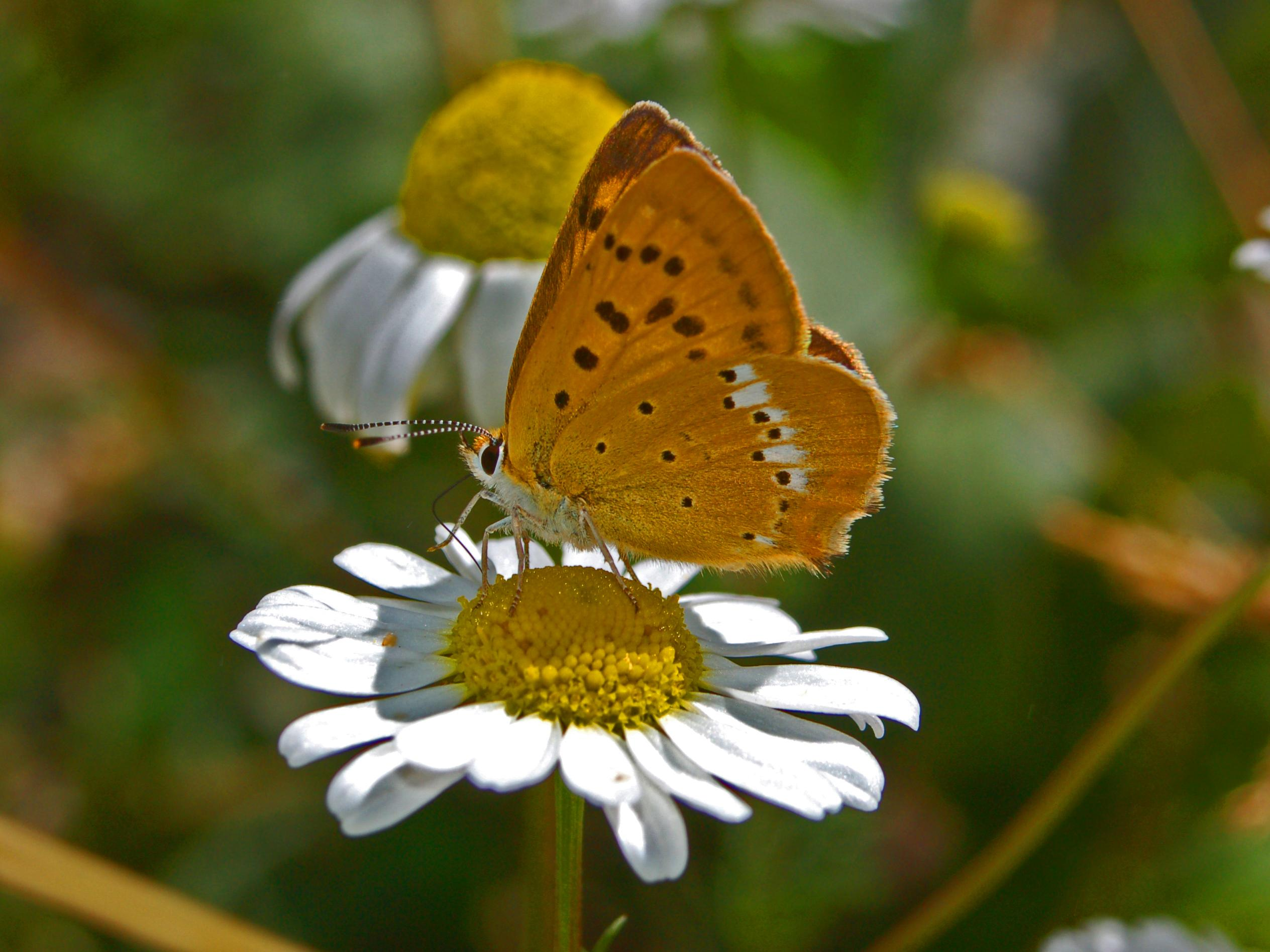
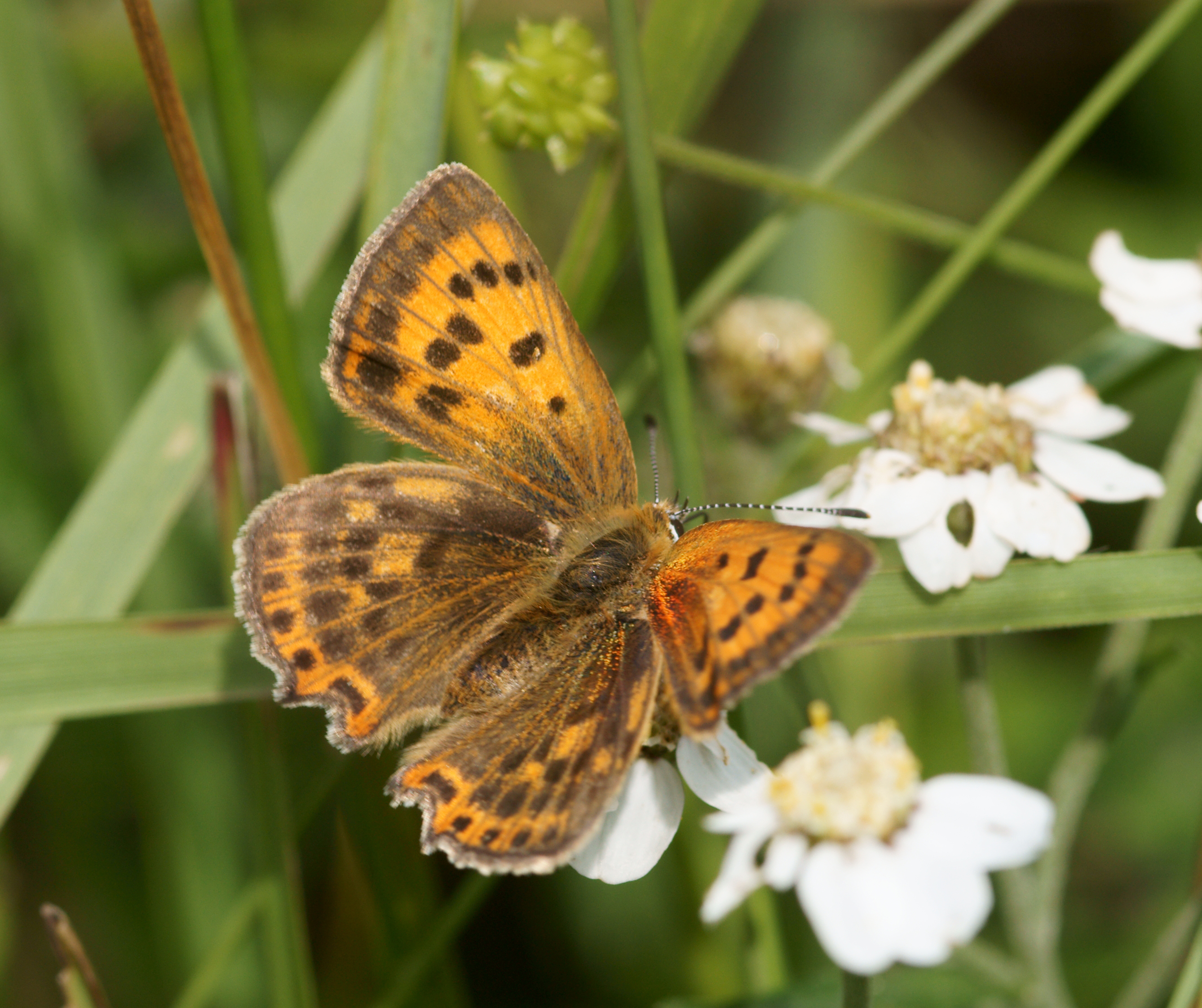

## مراجع

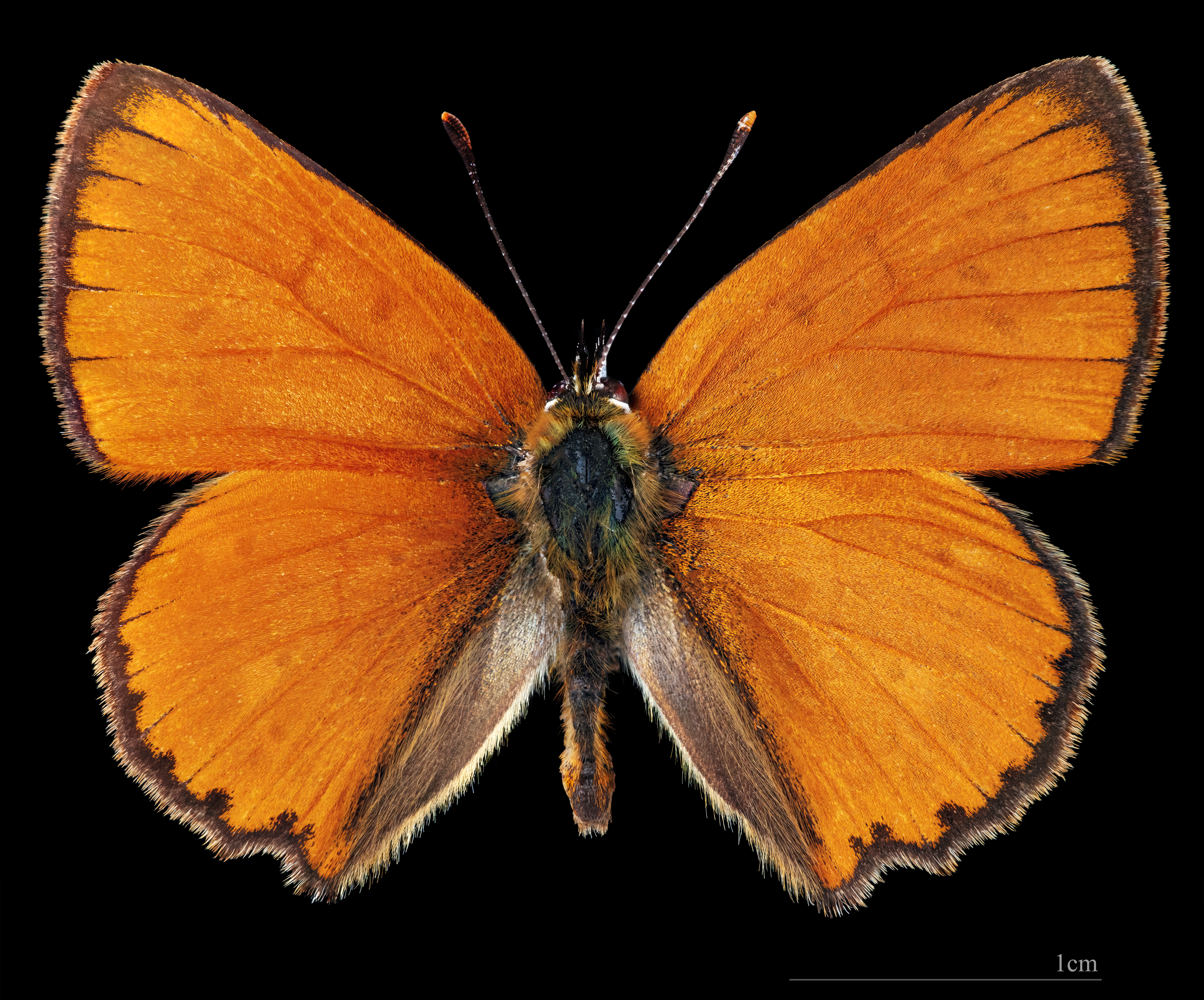
Lycaena virgaureae ♂
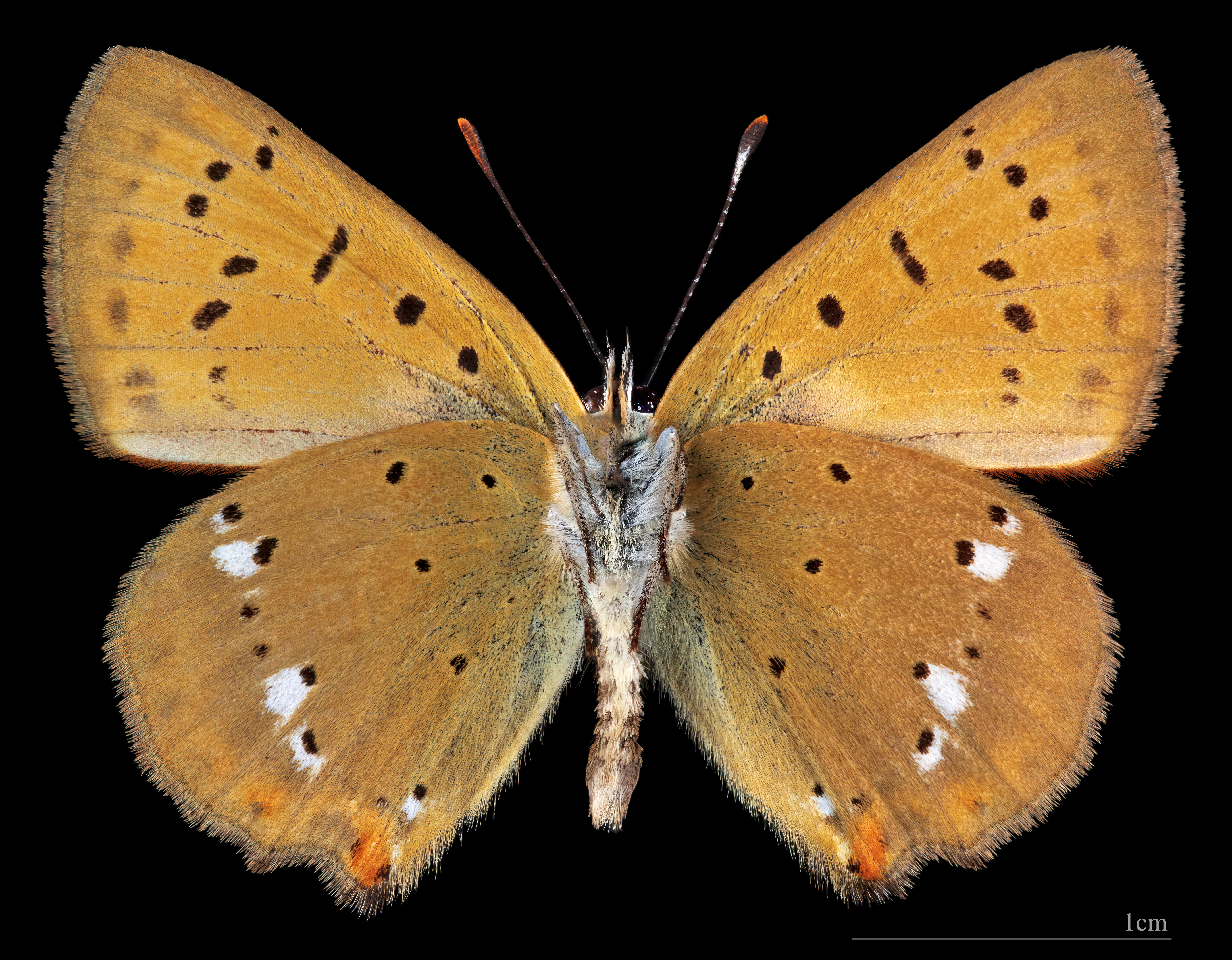
Lycaena virgaureae ♂ △